# Archips packardiana
Archips packardiana es una especie de polilla del género Archips, tribu Archipini, familia Tortricidae. Fue descrita científicamente por Fernald en 1886.

## Descripción
La envergadura es de unos 17 milímetros y la longitud de las alas anteriores 7,5-9,5 milímetros.

## Distribución
Se distribuye por Estados Unidos.